# Johannes Baptista Sproll
Joannes Baptista Sproll (2 de outubro de 1870 - 4 de março de 1949) foi um bispo alemão e proeminente opositor do regime nazista.
Sproll nasceu em Schweinhausen, perto de Biberach, filho de um ladrão de rua, Josef Sproll, e sua esposa, Anna Maria Freuer. Ele frequentou a escola de latim em Biberach e o Gymnasium Ehingen. Ele estudou teologia católica na Universidade de Tübingen de 1890 a 1894. Em 1898, ele recebeu seu doutorado. por seu trabalho sobre a história da lei e a constituição do mosteiro de São Jorge em Tübingen. Em 14 de junho de 1927, ele se tornou bispo de Rottenburg.
Durante a era nazista, Sproll frequentemente se manifestava contra o regime, e sua abstenção do plebiscito sobre a Anschluss levou a procedimentos preliminares e incentivou manifestações contra ele. No final de agosto de 1938, Sproll foi expulso de sua diocese e não pôde retornar novamente até 1945. Em 1º de agosto de 1940, Conrad Gröber, Arcebispo de Friburgo, e o Vigário Geral da Diocese de Rottenburg (agindo em nome de Sproll) protestaram contra os programas de eutanásia em Grafeneck; este foi também o ano do protesto do Bispo de Münster, Clemens August Graf von Galen. Sproll morreu em 1949 em Rottenburg am Neckar.